# Степанівсько-Кринська волость
Степанівсько-Кринська волость — історична адміністративно-територіальна одиниця Міуського, потім Таганрізького округу Області Війська Донського з центром у слободі Степанівсько-Кринська. 
Станом на 1873 рік складалася зі слободи та 4 селищ. Населення — 2940 осіб (1470 чоловічої статі та 1470 — жіночої), 457 дворових господарства і 6 окремих будинків. 
Поселення волості:
- Степанівсько-Кринська — слобода над річками Кринка й Орловка за 120 верст від окружної станиці та за 12 верст від Миколаївської залізничної станції, 2533 особи, 390 дворових господарства та 6 окремих будинків, у господарствах налічувалось 156 плугів, 421 кінь, 628 пар волів, 2715 овець;
- Русько-Орлівка — селище над річкою Орловка за 124 верст від окружної станиці та за 16 верст від Миколаївської залізничної станції, 97 осіб, 16 дворових господарства;
- Усть-Очеретинський — селище над річкою Грузька за 100 верст від окружної станиці та за 18 верст від Миколаївської залізничної станції, 240 осіб, 41 дворове господарство;
- Тузлівський — селище над балкою Усть-Очеретинська за 100 верст від окружної станиці та за 18 верст від Миколаївської залізничної станції, 70 осіб, 10 дворових господарств.

Старшинами волості були:
- 1905 року — Іван Микитович Горбатков[2];
- 1907 року — Іван Тютюнник[3].
- 1912 року — В. М. Наріжний[4].